# Selma Benziada
Selma Benziada ou Selma (em árabe: سلمى بن زيادة) é uma pequena cidade e comuna localizada na província de Jijel, Argélia. De acordo com o censo de 2008, a população total da cidade era de 920 habitantes.